# هانس نوردال
هانس نوردال (بالنرويجية البوكمول: Hans Nordahl)‏ (29 أبريل 1918 في النرويج - 15 أغسطس 1993) هو لاعب كرة قدم نرويجي في مركز مهاجم ‏. شارك مع منتخب النرويج لكرة القدم. أما مع النوادي، فقد لعب مع نادي شايد.

## وصلات خارجية
- هانس نوردال على موقع اتحاد النرويج (النرويجية)
- هانس نوردال على موقع قاعدة بيانات كرة القدم.إي يو (الإنجليزية)
- هانس نوردال على موقع ناشيونال فوتبول تيمز (الإنجليزية)
- هانس نوردال على موقع عالم كرة القدم.نت (الإنجليزية)